# Federico Xavier Azcárate Ochoa
Federico Azcárate (Mar del Plata, 15 de juny de 1984) és un futbolista argentí, que ocupa la posició de defensa.
Comença a jugar en equips de la regió de Múrcia, com el FC Cartagena i el Real Murcia, amb qui debuta a la primera divisió. Posteriorment ha militat al filial de l'Atlètic de Madrid, a l'equip grec de l'AEK Atenes, al Polideportivo Ejido i al Leganés.